# Platymiscium gracile
Platymiscium gracile är en ärtväxtart som beskrevs av George Bentham. Platymiscium gracile ingår i släktet Platymiscium och familjen ärtväxter. IUCN kategoriserar arten globalt som sårbar. Inga underarter finns listade i Catalogue of Life.

## Bildgalleri